# Kopretinovec dřevnatý

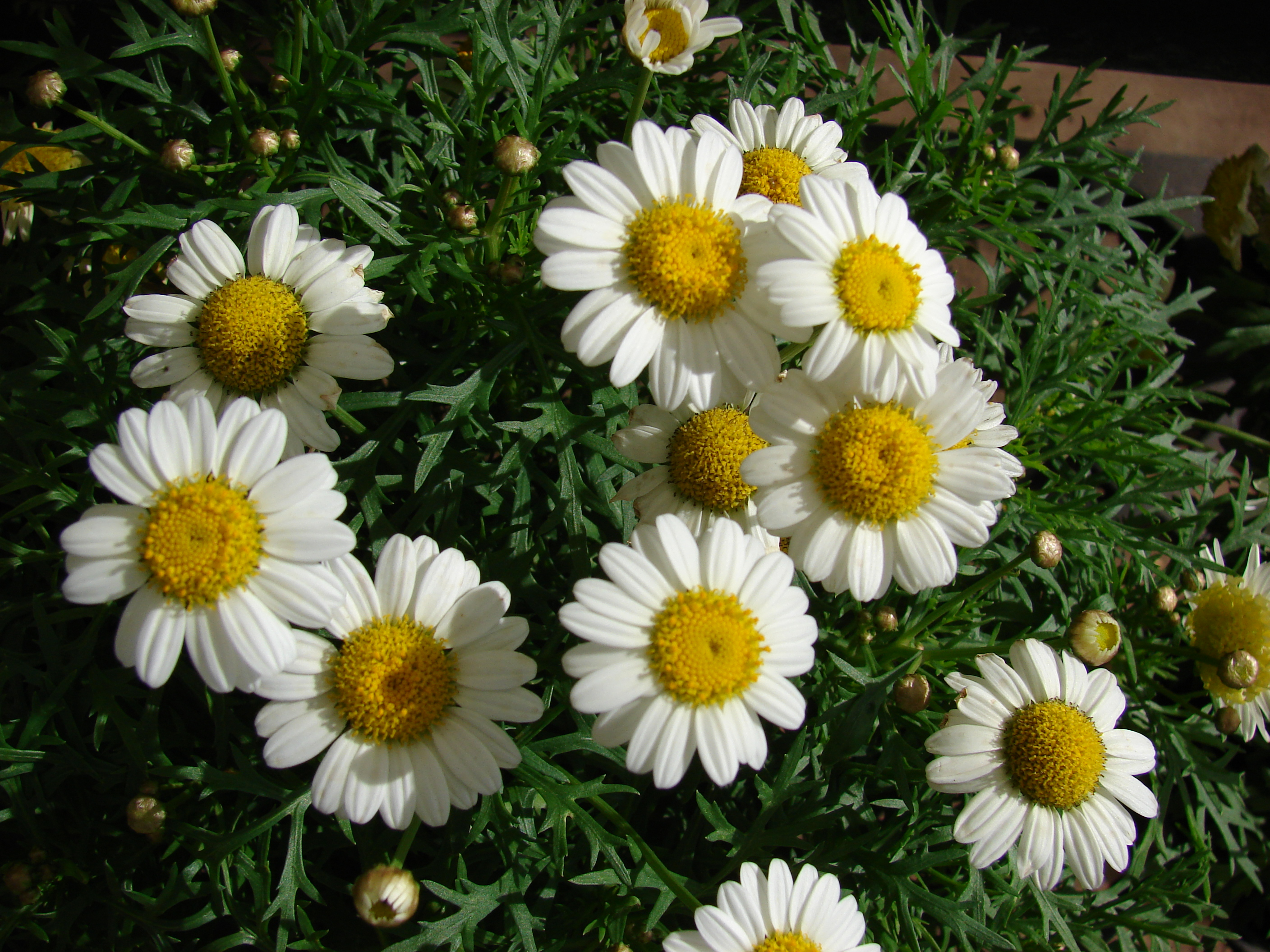
Záhon rostlin

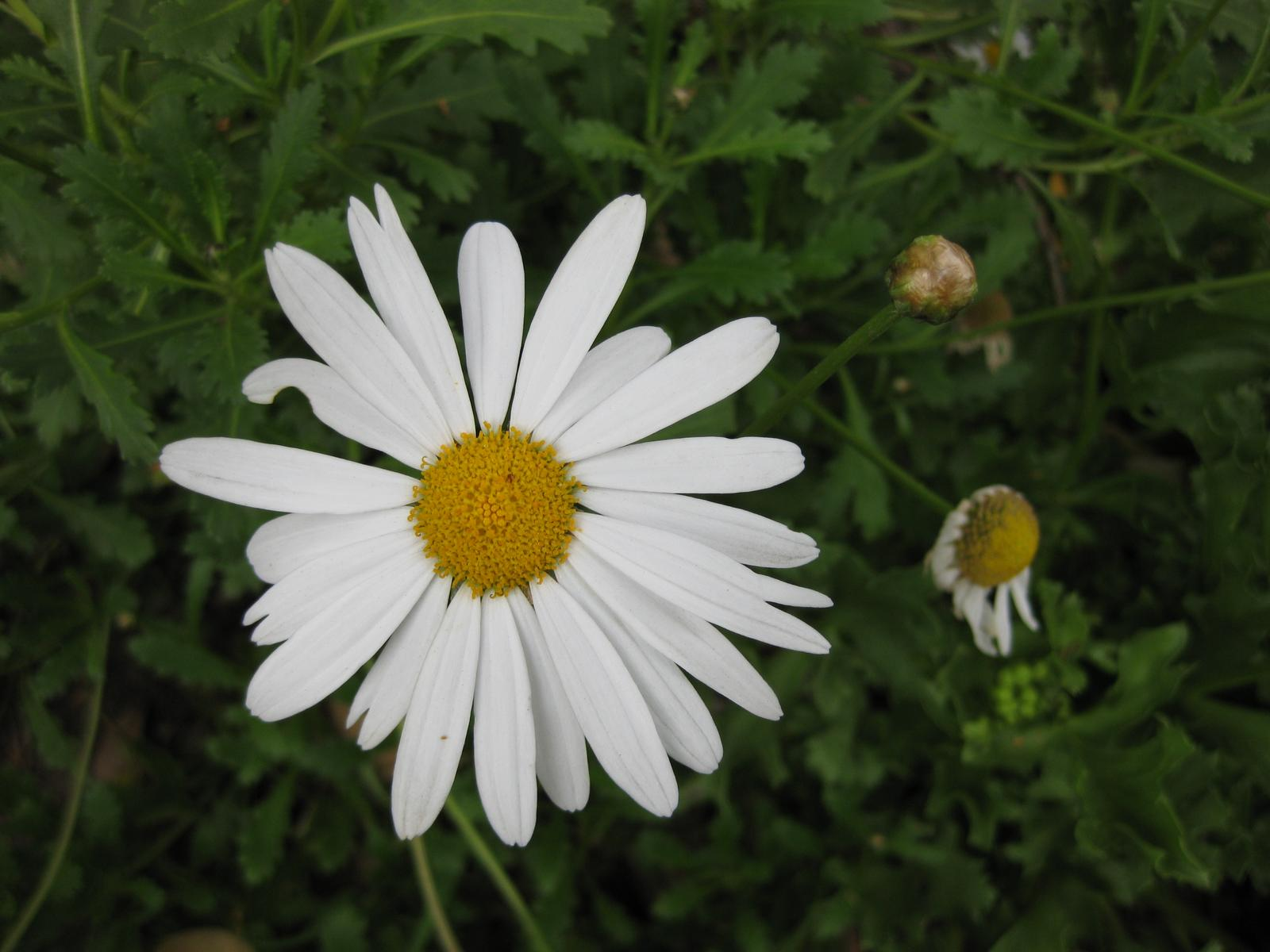
Úbor

Kopretinovec dřevnatý (Argyranthemum frutescens) je vytrvalá, okolo půl metru vysoká, kopretině podobná rostlina původem z Kanárských ostrovů (Tenerife, Gran Canaria, La Gomera, El Hierro a snad i La Palma). K růstu potřebuje teplé klima a nesnese středoevropské mrazy. V České republice i dalších evropských zemích bývá občas pěstována v přenosných nádobách, kdy letní období kvetení stráví jako letnička na zahradě a zimu ve studeném skleníku.

## Ekologie
Kopretinovec dřevnatý mívá formu polokeře nebo je na nevelkém kmínku, na bázi dřevnatí a výše zůstávají letorosty bylinné. Roste na plném slunci či v polostínu, nejlépe v propustné, humózní půdě s neutrálním pH. Tento chamyefyt se v domovině vyskytuje v mnoha rozdílných biotopech, které se nacházejí v nadmořské výšce od hladiny moře do 700 m n. m. Kvete od června do listopadu. Ploidie druhu je 2n = 18.

## Taxonomie
Druh po dlouhou dobu rostl na od sebe oddělených místech a postupně se rozrůznil se sedmi poddruhů:
- Argyranthemum frutescens subsp. frutescens - roste na ostrově La Gomera
- Argyranthemum frutescens subsp. canariae (Christ) Humphries - roste na ostrově Gran Canaria
- Argyranthemum frutescens subsp. foeniculaceum (Pit. & Proust.) Humphries - roste na ostrově La Gomera
- Argyranthemum frutescens subsp. gracilescens (Christ) Humphries - roste na ostrově Tenerife
- Argyranthemum frutescens subsp. parviflorum (Pit. & Proust.) Humphries - roste na ostrovech La Gomera a Tenerife
- Argyranthemum frutescens subsp. pumilum Humphries - roste na ostrově Gran Canaria
- Argyranthemum frutescens subsp. succulentum Humphries - roste na ostrovech La Gomera, El Hierro a Tenerife.[1]

## Popis
Keř nebo polokeř, který má lodyhy vystoupavé či přímé a dlouhé obvykle do 60 cm, někdy i 120 cm. Lodyhy jsou od spodu větvené, jemně rýhované a střídavě porostlé dužnatými, řapíkatými listy, jež jsou v obrysu obvejčité až úzce kopinaté. Čepele listů jsou dlouhé 5 až 8 cm, široké 2 až 4 cm a jednou až dvakrát peřenosečné. Mívají dva až šest úkrojků, jež jsou čárkovitě kopinaté, zelené až šedozelené, po obvodě nepravidelně pilovité a pod úhlem 45° směřují k vrcholu listu. Vejčité listeny jsou vytrvalé. Listy po rozemnutí intenzivně voní.
Úbory jsou velké průměrně 4,5 cm a vytvářejí v počtu až 30 řídké květenství chocholík. Víceřadý zákrov úboru bývá 6 až 13 mm široký, vnější listeny jsou trojúhelníkovité, vnitřní široce kopinaté s průsvitným lemem. Květy jsou pětičetné, ve středu úboru jsou oboupohlavné, na bázi srostlé, trubkovité, žluté. Po okraji úboru jsou květy samičí, jazykovité, paprskující, jejich bílá ligula bývá dlouhá asi 15 mm a na vrcholu má tři zoubky.
Plody jsou nažky, jež bývají velké 3 až 5 mm. Nažky (semena) z oboupohlavných květů jsou žebrovité, ze stran smáčklé nebo oblé, nepravidelně žebernaté a mají jedno křídlo, ze samičích květů jsou trojboké a mívají až tři křídla.

## Význam
Rostlina se používá do sesazovaných nádob a větších okenních truhlíků, také jako hrnková rostlina k dekoraci světlého interiéru či ve větším počtu se vysazuje v zahradě na záhon. V našich podmínkách se na venkovní stanoviště dávají až po 20. květnu do lehké, propustné a výživné půdy na slunné místo. V zahradnictví se nejčastěji rozmnožují vrcholovými řízky, které při teplotě asi 20 °C a vlhku zakoření za dva až tři týdny. Po výsadbě se mladé rostliny několikrát zaštipují a tvaruje se jim korunka. Při šlechtění se používá množení ze semen.
Rostlina byla rozšířena do přírody mnoha míst jižní Evropy, do Kalifornie ve Spojených státech i do Austrálie. Je například velmi oblíbenou interiérovou květinou i ve Velké Británii. Bylo vyšlechtěno mnoho kultivarů květů, například s plnými úbory nebo s ligulami žlutými, růžovými či červenými, stejně jako kompaktní rostliny zakrslého vzrůstu.
Na východě Jižní Austrálie se kopretinovec dřevnatý stal nepříjemným plevelem, roste tam v pobřežních písčitých dunách, odkud intenzivně vytlačuje původní druhy rostlin.